# Sère-en-Lavedan
Sère-en-Lavedan è un comune francese di 76 abitanti situato nel dipartimento degli Alti Pirenei nella regione dell'Occitania.

## Società

### Evoluzione demografica
Abitanti censiti